# Dendropsophus ruschii
Dendropsophus ruschii är en groddjursart som först beskrevs av Peter Weygoldt och Peixoto 1987.  Dendropsophus ruschii ingår i släktet Dendropsophus och familjen lövgrodor. IUCN kategoriserar arten globalt som otillräckligt studerad. Inga underarter finns listade i Catalogue of Life.